# 파리는 불타고 있는가?
《파리는 불타고 있는가?》(Paris Brule-t-il?, Is Paris Burning?)는 프랑스, 미국에서 제작된 르네 클레망 감독의 1966년 드라마, 전쟁 영화이다. 장폴 벨몽도 등이 주연으로 출연하였다.

## 출연

### 주연
- 장폴 벨몽도
- 샤를 부아예
- 레슬리 카롱
- 장피에르 카셀
- 조지 차키리스
- 브뤼노 크레메르
- 클로드 도팽
- 알랭 들롱
- 커크 더글러스
- 피에르 뒤
- 글렌 포드
- 게르트 프뢰베
- 다니엘 젤랭
- 조르주 제레
- 한스 메셈머
- 하리 마이엔
- 이브 몽탕
- 앤서니 퍼킨스
- 미셸 피콜리
- 볼프강 프라이스
- 클로드 리슈
- 시몬 시뇨레
- 로버트 스택
- 장루이 트랭티냥
- 피에르 바네크
- 마리 베르시니
- 오슨 웰스

### 조연
- 미셸 에체베리
- 요아힘 한젠
- 귄터 마이스너
- 헬무트 슈나이더

## 기타
- 미술: 윌리 홀트